# ماد (فلم)
ماد هو فيلم دارما أمريكي أصدر سنة 2012. من إنتاج جيف نيكولز. حقق الفيلم أرباحا محدودة لم تتجاوز 26 مليون دولار في شباك التذاكر.
تنافس الفيلم على جائزة السعفة الذهبية في مهرجان كان السينمائي لعام 2012. تم عرضه في مهرجان صندانس السينمائي في يناير 2013. افتتح الفيلم في 26 أبريل 2013 مع إصدار محدود في مسارح مختارة،

## القصة
تدور أحداث الفلم حول «ماد» الذي يختبئ في جزيرة قرب إحدى البحيرات بعد أن ارتكب جريمة قتل في حق أحد الأشخاص الذين تقربوا من حبيبته السابقة. وكيف التقى بيافعين يحاولان مساعدته ليلتقي مجددا مع حبيبته.

## الشخصيات
- ماثيو ماكونهي بدور «ماد»
- ريس ويذرسبون بدور «جينيبر» حبيبة ماد.
- تاي شيريدان بدور «أليس» يحاول مساعدة ماد.
- يعقوب لوفلاند بدور «نكبون» أخ أليس.
- سام شيبارد بدور «توم» أحد معارف ماد القدامى.

## روابط خارجية
- مقالات تستعمل روابط فنية بلا صلة مع ويكي بيانات